# Nuup Kangerlua
Il Nuup Kangerlua (o Nûp Kangerdlua, danese Godthåbsfjord) è un fiordo della Groenlandia di 160 km. Si trova a 64°30'N 51°23'O; appartiene al comune di  Sermersooq.